# یاپراک‌لی (کاهتا)
یاپراک‌لی (به ترکی استانبولی: Yapraklı) (به کردی: Korweskîl) یک منطقهٔ مسکونی کردنشین در ترکیه است که در کاهتا واقع شده‌است.